# Scrupocellaria spatulatoidea
Scrupocellaria spatulatoidea är en mossdjursart som beskrevs av Liu 1980. Scrupocellaria spatulatoidea ingår i släktet Scrupocellaria och familjen Candidae. Inga underarter finns listade i Catalogue of Life.